# باول جونسون (لاعب كرة قاعدة)
باول جونسون (بالإنجليزية: Paul Johnson)‏ هو لاعب كرة قاعدة أمريكي، ولد في 2 سبتمبر 1896، وتوفي في 14 فبراير 1973.

## وصلات خارجية
- بول جونسون على موقعبيزبول رفرنس.كوم (الدوري الرئيسي) (الإنجليزية)
- بول جونسون على موقعبيزبول رفرنس.كوم (الدوري الثانوي) (الإنجليزية)